# Nerisyrenia
Nerisyrenia là chi thực vật có hoa trong họ Cải.